# Kościół św. Józefa w Pradze
Kościół św. Józefa (czeski: Kostel svatého Josefa) – zabytkowy kościół w Pradze w dzielnicy Malá Strana.
Jest to centralny budynek w stylu barokowym, zbudowany w latach 1686–1692 przez architekta Abrahama de Parigi, na ulicy Josefské. Został zbudowany w klasztorze karmelitanek, na krótko przed budową kościoła. Klasztor Karmelitanek istniał tu aż do 1782, kiedy to zastąpił je Instytut Błogosławionej Dziewicy Maryi, które korzystały z budynku klasztoru do 1920 roku. Kościół wraz z klasztorem jest objęty ochroną prawną.